# Левин, Даниэль (математик)
Даниэль (Дани) Марк Левин (14 мая 1970 — 11 сентября 2001) — американско-израильский математик и предприниматель, основатель интернет-компании Akamai Technologies. 

## Биография
Родился в Денвере, штат Колорадо, США. В возрасте 14 лет репатриировался вместе с родителями в Израиль. Семья поселилась в Иерусалиме. Служил в армии в элитном спецподразделении Сайерет Маткаль. После четырёх лет службы демобилизовался в звании капитана.
Погиб при террористической атаке 11 сентября 2001 года во время полёта на рейсе 11 компании American Airlines из Бостона в Лос-Анджелес.